# Maroldsweisach
Maroldsweisach är en köping (Markt) i Landkreis Haßberge i Regierungsbezirk Unterfranken i förbundslandet Bayern i Tyskland.